# Ishida (métro de Kyoto)
Pour les articles homonymes, voir Ishida.
Ishida (石田駅, Ishida-eki) est une station du métro de Kyoto sur la ligne Tōzai dans l'arrondissement de Fushimi à Kyoto.

## Situation sur le réseau
La station Ishida est située au point kilométrique (PK) 1,1 de la ligne Tōzai.

## Histoire
La station a été inaugurée le 26 novembre 2004.

## Services aux voyageurs

### Accès et accueil
La station est ouverte tous les jours.

### Desserte
- Ligne Tōzai :
  - voie 1 : direction Uzumasa Tenjingawa
  - voie 2 : direction Rokujizō